# 3886 Shcherbakovia
3886 Shcherbakovia (1981 RU3) là một tiểu hành tinh vành đai chính được phát hiện ngày 3 tháng 9 năm 1981 bởi N. Chernykh ở Nauchnyj.